# Erding (stad)
Erding is een stad in de Duitse deelstaat Beieren. Ze is Große Kreisstadt in de Landkreis Erding. De stad telt 36.455 inwoners. Een naburige stad is Dorfen. De stad staat bekend om haar Erdinger Weizenbier (tarwebier).

## Geboren
- Stefan Lex (1989), voetballer
- Ramona Maier (1995), voetbalster

Berglern ·
Bockhorn ·
Buch am Buchrain ·
Dorfen ·
Eitting ·
Erding (stad) ·
Finsing ·
Forstern ·
Fraunberg ·
Hohenpolding ·
Inning am Holz ·
Isen ·
Kirchberg ·
Langenpreising ·
Lengdorf ·
Moosinning ·
Neuching ·
Oberding ·
Ottenhofen ·
Pastetten ·
Sankt Wolfgang ·
Steinkirchen ·
Taufkirchen (Vils) ·
Walpertskirchen ·
Wartenberg ·
Wörth